# بوبي دوغلاس
بوبي دوغلاس (بالإنجليزية: Bobby Douglas)‏ هو مصارع هاوي أمريكي، ولد في 27 مارس 1942 في بلايري في الولايات المتحدة.

## وصلات خارجية
- بوبي دوغلاس على موقع أوليمبيديا (الإنجليزية)